# Bradypodion transvaalense
Espèce
Synonymes
- Chamaeleon transvaalensis Fitzsimons, 1930

Statut de conservation UICN

 LC  : Préoccupation mineure
Statut CITES
Bradypodion transvaalense est une espèce de sauriens de la famille des Chamaeleonidae. Cette espèce effectue une reproduction vivipare, donc met au monde des petits en vie.

## Répartition
Cette espèce se rencontre au KwaZulu-Natal, au Mpumalanga et au Limpopo en Afrique du Sud et en Eswatini.

## Étymologie
Son nom d'espèce, composé de transvaal et du suffixe latin -ense, « qui vit dans, qui habite », lui a été donné en référence au lieu de sa découverte.

## Publication originale
- FitzSimons, 1930 : Descriptions of new South African Reptilia and Batrachia, with distribution records of allied species in the Transvaal Museum collection. Annals of the Transvaal Museum, vol. 14, p. 20-48 (texte intégral)